# Římskokatolická farnost Myslibořice
Římskokatolická farnost Myslibořice je jedno z územních společenství římských katolíků v moravskobudějovickém děkanství s farním kostelem svatého Lukáše.

## Území farnosti
- Myslibořice s farním kostelem svatého Lukáše a s kaplí sv. Tekly
- Zárubice

## Historie farnosti
Farní kostel sv. Lukáše je stavba s gotickým jádrem se základy ze 13. století. Ke stavebním úpravám došlo v době baroka (průčelí) a na začátku a konci 19. století.

## Duchovní správci
V druhé polovině 19. století zde byl farářem Tomáš Šimbera.
Duchovním správcem farnosti je farář z jaroměřické farnosti. Od srpna 2002 jím byl jako administrátor excurrendo R. D. Mgr. Ing. Jan Kovář. Toho od 1. srpna 2016 vystřídal R. D. Mgr. Tomáš Holcner.

## Bohoslužby
| Kostel         | Místo       | Bohoslužba (den) | Hodina     | Poznámka     |
| -------------- | ----------- | ---------------- | ---------- | ------------ |
| svatého Lukáše | Myslibořice | neděle čtvrtek   | 9.30 16.30 | farní kostel |

## Aktivity ve farnosti
Dnem vzájemných modliteb farností za bohoslovce a bohoslovců za farnosti brněnské diecéze je 15. říjen. Adorační den připadá na nejbližší neděli po 11. únoru.
Na území farnosti se účastní se koná Tříkrálová sbírka. V roce 2017 činil výtěžek sbírky v Myslibořicích 8 073 korun.